# Dicranota vishnu
Dicranota (Rhaphidolabis) vishnu là một loài ruồi trong họ Pediciidae. Chúng phân bố ở vùng Indomalaya.